# Boca Raton Bowl 2015
Match précédent Match suivant
Le Boca Raton Bowl de 2015 est un match annuel d'après-saison régulière de football américain et de niveau universitaire qui se déroule à Boca Raton en Floride au FAU Stadium (stade de l'université Atlantique de Floride).
Il s'agit de la 2e édition du Boca Raton Bowl.
Le co-champion de la West Division de la MAC, les Toledo Rockets, est opposé au champion de l'East Division de l'AAC, les #24 Temple Owls.
Le match commence à 07:00 p.m. EasternTime et est télévisé par ESPN.
Sponsorisé par la société Marmot, le match est officiellement dénommé le Marmot Boca Raton Bowl 2015.

## Présentation du match
| Équipes | Conférences | Entraîneurs  | Stats. saison rég. | Classements avant le bowl (CFP/AP/Coaches) |
| --- | ----------- | ------------ | ------------------ | ------------------------------------------ |
| Toledo Rockets                                                                                              | MAC         | Jason Candle | 9-2                | -/-/-                                      |
| # 24 Temple Owls                                                                                            | AAC         | Matt Rhule   | 10-3               | #24/#24/#24                                |
| Arbitre : Kevin Stine (Sun Belt Conference) Équipe donnée favorite par les bookmakers : Temple à 2 contre 1 |             |              |                    |                                            |

Il s'agit de la 2e rencontre entre ces deux équipes, la première ayant eu lieu en 1995 (victoire de Nevada 38 à 14 à Reno (Nevada)).

### Rockets de Toledo
Avec un bilan global en saison régulière de 9 victoires et 2 défaites, Toledo est éligible et accepte l'invitation pour participer au Boca Raton Bowl de 2015.
Ils terminent co-champions de la West Division de la Mid-American Conference avec Northern Illinois et Western Michigan, avec un bilan en division de 6 victoires et 2 défaites.
À l'issue de la saison 2015 (bowl compris), ils n'apparaissent pas dans les classements CFP, AP et Coaches.

### Owls de Temple
Avec un bilan global en saison régulière de 10 victoires et 3 défaites, Temple est éligible et accepte l'invitation pour participer au Boca Raton Bowl de 2015.
Ils terminent champions de la East Division de l'American Athletic Conference avec un bilan en division de 7 victoires et 1 défaites. Ils sont battus en finale de conférence par Houston sur le score de 13 à 24.
À l'issue de la saison régulière 2015, ils sont classés #24 aux classements CFP, AP et Coaches mais n'y sont plus classés après le bowl.

## Résumé du match
| QT          | Temps       | Drive       | Drive       | Drive       | Équipe      | Description de l'action | Score | Score   |
| QT          | Temps       | Jeux        | Yards       | TDP         | Équipe      | Description de l'action | TOL   | #24 TEM |
| ----------- | ----------- | ----------- | ----------- | ----------- | ----------- | --- | ----- | ------- |
| 1           | 01:13       | 13          | 40          | 05:45       | TEM         | FG de 29 yards par kicker Austin Jones | 0     | 3       |
| 2           | 13:56       | -           | -           | -           | TOL         | Safety à la suite d'un fumble (recouvert) de Temple dans leur end-zone                                                                                      | 2     | 3       |
| 2           | 12:16       | 5           | 55          | 01:40       | TOL         | TD de 26 yards par WR Corey Jones à la suite d'une réception de passe de QB Phillip Ely + 1 point de conversion par kicker Jameson Vest                     | 9     | 3       |
| 2           | 00:00       | 6           | 36          | 01:10       | TOL         | FG de 38 yards par kicker Jameson Vest | 12    | 3       |
| 3           | 11:38       | 8           | 67          | 03:22       | TEM         | FG de 25 yards par kicker Austin Jones | 12    | 6       |
| 3           | 06:11       | 7           | 37          | 03:50       | TEM         | FG de 35 yards par kicker Austin Jones | 12    | 9       |
| 4           | 12:41       | 1           | 80          | 00:12       | TOL         | TD de 80 yards par WR Cody Thompson à la suite d'une réception de passe de QB Phillip Ely + 1 point de conversion par kicker Jameson Vest                   | 19    | 9       |
| 4           | 05:46       | 12          | 74          | 00:12       | TOL         | TD à la suite d'une course de 1 yard par RB Kareem Hunt mais la conversion à 1 point par kicker Jameson Vest est bloquée                                    | 25    | 9       |
| 4           | 02:50       | 11          | 68          | 02:56       | TEM         | TD à la suite d'une course de 2 yards par TE Kip Patton + 2 point de conversion par WR Robby Anderson à la suite d'une réception de passe du QB P.J. Walker | 25    | 17      |
| 4           | 02:29       | 2           | 46          | 00:21       | TOL         | TD à la suite d'une course de 41 yards par RB Kareem Hunt + 1 point de conversion par kicker Jameson Vest                                                   | 32    | 17      |
| Score final | Score final | Score final | Score final | Score final | Score final | Score final | 32    | 17      |

## Statistiques
| Statistiques par Équipes               | Statistiques par Équipes | Statistiques par Équipes   |
| Statistiques                           | #24 TEM                  | TOL                        |
| -------------------------------------- | ------------------------ | -------------------------- |
| 1er downs                              | 21                       | 18                         |
| Conversion de 3e Down                  | 6/15                     | 5/12                       |
| Conversion de 4e Down                  | 0/1                      | 0/1                        |
| Jeux–yards                             | 75 jeux pour 335 yards   | 62 jeux pour 435 yards     |
| Yards à la course                      | 99                       | 150                        |
| Yards à la passe                       | 236                      | 285                        |
| Passes : Réussies-Tentées-Interceptées | 23/42, 1 Int.            | 20/29, 0 Int.              |
| Réussite en zone rouge/chances         | 4/5                      | 1/1                        |
| TD                                     | 1                        | 4                          |
| Field Goals                            | 3/3                      | 1/1                        |
| Sacks (Nombre-Yards gagnés)            | 0                        | 1 sack pour 5 yards gagnés |
| Fumbles (Nombre/Perdus)                | 1/0                      | 1/0                        |
| Pénalités (Nombre/Yards perdus)        | 4 pour 30 yards perdus   | 9 pour 63 yards perdus     |
| Temps de possession                    | 31:50                    | 28:10                      |

| Meilleurs Joueurs (MVPs) | Meilleurs Joueurs (MVPs) | Meilleurs Joueurs (MVPs) | Meilleurs Joueurs (MVPs) |
| ------------------------ | ------------------------ | ------------------------ | ------------------------ |
| Système                  | Nom                      | Équipe                   | Poste                    |
| Attaque                  | Phillip Ely              | QB                       | Rockets de Toledo        |
| Défense                  | Ju'Wuan Woodley          | LB                       | Rockets de Toledo        |

| Statistiques Individuelles | Statistiques Individuelles | Statistiques Individuelles                  |
| -------------------------- | -------------------------- | ------------------------------------------- |
| Quaterbacks                |                            |                                             |
| #24 TEM                    | Walker, P.J.               | 23/42, 236 yards, 0 TD, 1 Int., 1 sack subi |
| TOL                        | Ely, Phillip               | 20/28, 285 yards, 2 TDs, 0 Int.             |
| Meilleurs Coureurs         |                            |                                             |
| #24 TEM                    | Walker, P.J.               | 10 courses pour 30 yards                    |
| TOL                        | Hunt, Kareem               | 15 courses pour 79 yards et 2 TDs           |
| Meilleurs Receveurs        |                            |                                             |
| #24 TEM                    | Anderson, Robby            | 6 réceptions pour 66 yards                  |
| TOL                        | Thompson, Cody             | 4 réceptions pour 119 yards et 1 TD         |
| Meilleurs Tackleurs        |                            |                                             |
| #24 TEM                    | Matakevich, T.             | 2 tackles en solo et 10 assistes            |
| TOL                        | Murdock, Chase             | 6 tackles et 5 assistes                     |